# مجتمع مسکونی شهید عباسپور
مجتمع مسکونی شهید عباسپور از توابع بخش بخش مرکزی شهرستان نکا در استان مازندران ایران.

## جمعیت
این شهرک در ورودی شهرستان نکا قرار داشته و بر اساس آخرین سرشماری مرکز آمار ایران که در سال ۱۳۸۵ صورت گرفته، جمعیت آن ۲۷۹نفر (۷۴خانوار) بوده‌است.